# Diego Javier Osorio
Diego Javier Osorio Jiménez (Armenia, Quindío, Colombia, 5 de octubre de 1973) es un abogado colombiano, exrepresentante a la Cámara por el departamento del Quindío para el periodo 2018-2022. Fue decano de la Facultad de Derecho de la Universidad La Gran Colombia.

## Biografía
Es el tercero de tres hermanos de una familia católica quindiana con raíces antioqueñas. Hijo de Luis María Osorio Parra, comerciante guatapeño instalado en el Quindío desde los tiempos de la colonización antioqueña y de Teresa de Jesús Jiménez. Tiene una hija, Mariana.
Asumió su cargo en la Cámara de Representantes el 20 de julio de 2018 para el periodo constitucional que irá hasta 2022. Conforma la Comisión Cuarta Constitucional y la Comisión Legal de Cuentas, en las que se estudian temas relacionados con Leyes orgánicas de presupuesto, control fiscal, patentes y marcas, organización de establecimientos públicos nacionales, control de calidad y precios y contratación administrativa.

## Estudios
Diego Javier Osorio Jiménez adelantó sus estudios primarios y secundarios en el Colegio Franciscano San Luis Rey del municipio de Armenia. Se graduó como abogado en la Universidad La Gran Colombia. Es especialista en Derecho Procesal y Pruebas.

## Trayectoria[3]
- Decano de la Facultad de Derecho de la Universidad La Gran Colombia.
- Secretario General en el Ministerio de Minas de Colombia.
- Asesor Jurídico en la Vicepresidencia de Colombia.
- Secretario del Interior del Departamento del Quindío.
- Secretario de Desarrollo Social del Quindío.
- Secretario de Gobierno de Armenia.
- Director del Instituto Municipal de Deporte y Recreación de Armenia (IMDERA).
- Presidente de la Comisión Legal de Cuentas en el periodo 2020-2021.[4]

## Elección
El 11 de marzo de 2018, en las elecciones legislativas, Diego Javier Osorio logró obtener 15.361 votos, superando con  a Fabio Olmedo Palacio y a Libardo Taborda, los otros dos candidatos del partido Centro Democrático en el Departamento del Quindío. Llegando así a ser representante a la Cámara.

## Agenda legislativa
Su agenda legislativa abarca diversos temas económicos y sociales. Es el autor de la Ley del Yipao, la Ley de Estampilla Pro Universidad del Quindío y precursor de la reforma actual a la Ley de Turismo. El congresista también ha sido abanderado de las Zonas Económicas y Sociales Especiales.